# Хлавче Ниве
Хлавче Ниве (словен. Hlavče Njive) — поселення в общині Гореня вас-Поляне, Горенський регіон, Словенія. Висота над рівнем моря: 633,6 м.